# Цна (приток Оки)
Цна — река в Московской области России, левый приток реки Оки. Длина 100 км. Площадь водосборного бассейна — 1230 км².
Протекает по территории муниципального округа Егорьевск, Коломенского и Луховицкого районов. Исток в заболоченном лесу к востоку от посёлка Шувое муниципального округа Егорьевск, впадает в Оку у села Дединово.
В верховьях перекрыта несколькими плотинами, образовавшими многочисленные рыборазводные пруды и Шалаховское водохранилище. Ниже правый берег плотно заселён и безлесен. На низком левом берегу изобилуют пойменные луга, изборождённые осушительными канавами.
Притоки: Белавинка, Устынь, Летовка, Тетеревка, Панюшенка, Чёрная (левый приток), Чёрная (правый приток), Любловка.
Равнинного типа. Питание преимущественно снеговое. Цна замерзает в ноябре — начале декабря, вскрывается в конце марта — апреле.
Код объекта — 09010102012110000024541.

## Этимология
Название реки (как и одноимённого притока Мокши) обычно выводят из балтийского *Tъsna, сравнивая с прусск. tusnan «тихий». Менее популярна версия происхождения от др.-рус. *Дьсна «правая», сближающая название с гидронимом Десна.

## Туризм
Байдарочники ходят по Цне от села Жабки. Пешие туристы изредка проходят по среднему течению Цны, прокладывая маршрут с реки Белавинки до реки Летовки (протекающей у села Куплиям).